# Angel of Retribution
Angel of Retribution er det femtende studiealbum fra det britiske heavy metal-band Judas Priest, som blev udgivet i marts 2005. Albummet markere vokalisten Rob Halfords tilbagevenden efter tolv år. 
Albummet debuterede på 13. pladesen på den amerikanske billboard-hitliste, hvilket gjorde Angel of Retribution til den højest placerede udgivelse, bandet havde udgivet til dato, (i sammenligning British Steel, Screaming for Vengeance og Turbo der nåede 17. pladsen efter deres udgivelser). Det var også første gang Judas Priest var blevet placeret som nummer 1 på en national hitliste, hvilket i dette tilfælde var i Grækenland

## Spor
Alle sangene er skrevet af Rob Halford, K.K. Downing og Glenn Tipton medmindre andet er noteret.
1. "Judas Rising" – 3:52
2. "Deal with the Devil" (Halford, Downing, Tipton, Ramirez) – 3:54
3. "Revolution" – 4:42
4. "Worth Fighting for" – 4:17
5. "Demonizer" – 4:35
6. "Wheels of Fire" – 3:41
7. "Angel" – 4:23
8. "Hellrider" – 6:06
9. "Eulogy" – 2:54
10. "Loch Ness" – 13:28

## Musikere
- Rob Halford – Vokal
- K.K. Downing – Guitar
- Glenn Tipton – Guitar
- Ian Hill – Bas
- Scott Travis – Trommer